# Fédération Rwandaise de Football Association
Die Fédération Rwandaise de Football Association (FERWAFA) ist der im Jahr 1972 gegründete nationale Fußballverband von Ruanda. Der Verband organisiert die Spiele der Fußballnationalmannschaft und ist seit 1978 Mitglied im Kontinentalverband CAF sowie Mitglied im Weltverband FIFA. Zudem richtet der Verband die höchste nationale Spielklasse National Football League aus.

## Erfolge
- Fußball-Weltmeisterschaft

Teilnahmen: Keine
- Fußball-Afrikameisterschaft

Teilnahmen: 2004